# Neoerythromma gladiolatum
Neoerythromma gladiolatum – gatunek ważki z rodziny łątkowatych (Coenagrionidae). Występuje endemicznie w Meksyku.